# Palmira (gmina)
Palmira – gmina w prowincji Cienfuegos z siedzibą w Palmirze. Liczy około 33,1 tys. mieszkańców, żyjących na obszarze 318 km².